# مستشفى 15 مايو النموذجي
مستشفي 15 مايو النموذجي هي مستشفي في مدينة 15 مايو بمحافظة القاهرة، مصر.

## الوصف
تحتوي المستشفي عدد 141 سريرًا للقسم الداخلي وإقامة المرضى بالإضافة لعدد 26 سريرًا لاستقبال الحالات الطارئة والحرجة هذا بالإضافة لعدد 22 سريرًا مخصصين لأقسام الرعاية المركزة هذا الى جانب وجود 4 غرف للعمليات مجهزة على أعلى مستوى من النظافة والتعقيم والتجهيزات الطبية الحديثة وطبقا لمعايير الجودة ومكافحة العدوى وبالإضافة لوجود العديد من الخدمات التشخيصية والعلاجية مثل خدمات الغسيل الكلوي من خلال 22 ماكينة متطورة وكذلك تقدم المستشفى خدمات طبية لرعاية الأطفال المبتسرين من خلال 17 حضانة لرعاية حديثي الولادة.